# Raión de Karma
Karmá (en bielorruso: Кармя́нскі раён) es un raión o distrito de Bielorrusia, en la provincia (óblast) de Gómel.
Comprende una superficie de 946 km². Su capital es Karmá.

## Demografía
Según estimación 2010 contaba con una población total de 15.456 habitantes.

## Subdivisiones
Comprende el asentamiento de tipo urbano de Karmá (la capital) y los siguientes ocho consejos rurales:
- Baravaya Buda
- Barsukí
- Vórnauka
- Kámenka
- Karotski
- Litsvínavichy
- Luzhok
- Starahrad